# سارگپه کوهستانی
سارگپهٔ کوهستانی (نام علمی: Buteo oreophilus) نام یک گونه از سرده سارگپه‌ها است.
- در ایران، نام «سارگپه کوهی» برای گونه دیگر یعنی Upland Buzzard به کار می‌رود که نام سارگپه بلندا برای آن در نظر گرفته شده است.